# Дхоті

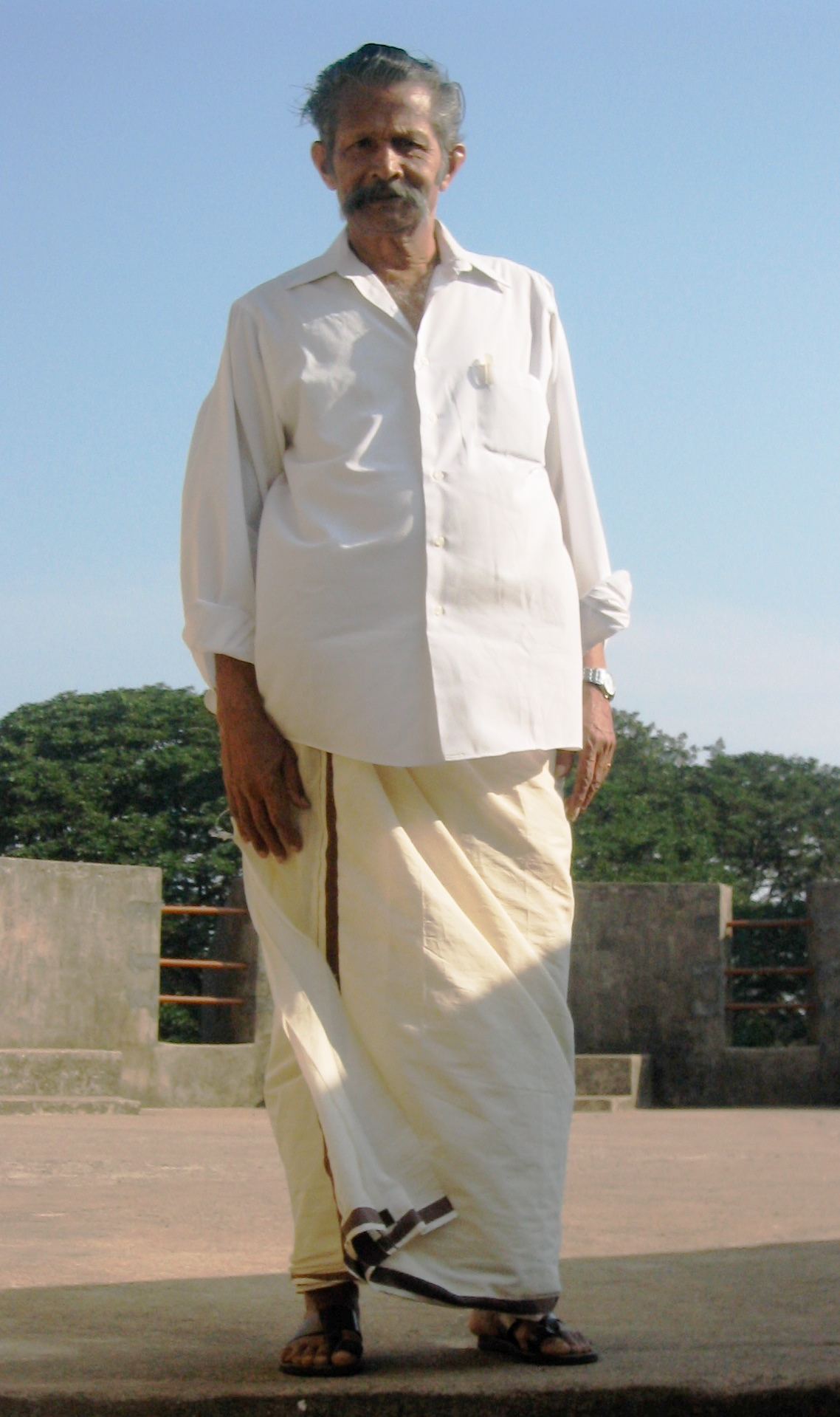
Чоловік у дхоті, Індія, 2007

Дхо́ті (гінді धोटी, dhoṭī) — традиційний чоловічий одяг народів Південної і Південно-Східної Азії.

## Опис
Дхоті являє собою прямокутний шмат тканини 2—5 м завдовжки, який обертається навколо ніг і стегон з пропусканням одного з кінців матерії між ногами для зав'язування вузла.
Зазвичай для дхоті використовують білу або монотонну за кольором тканину, подеколу прикрашену візерунком по краю. 
Як одяг дхоті може виглядати або як вузькі шорти, або як шаровари, або й наче спідниця, наприклад, у Південній Індії.

## Поширення та історія
Дхоті набули поширення на величезній території кол. Британської Індії, тобто від Пенджабу до Бангладешу.
Довжина дхоті могла правити за ознаку кастової приналежності: у членів вищих каст дхоті зазвичай були довші на відміну від представників нижчих каст, що носили одяг, більш пристосований для фізичної праці.
Слово хінді дхоті або доті має локальні назви — дхуті/дуті бенгальською, дхотар мовою маратхів, панча/панче мовами телугу і каннада, лаача пенджабською, мунду на малаяламі, вешті тамільською тощо.